# Eschweilera hondurensis
Eschweilera hondurensis là một loài thực vật có hoa trong họ Lecythidaceae. Loài này được Standl. mô tả khoa học đầu tiên năm 1940.